# دانشگاه ایلیا
دانشگاه ایلیا (به لاتین: Ilia State University) یک دانشگاه در گرجستان است که در تفلیس واقع شده‌است.